# Gaurotes cyanipennis
Gaurotes cyanipennis là một loài bọ cánh cứng trong họ Cerambycidae.